# 白礁
白礁（新加坡称Pedra Branca；马来西亚称Pulau Batu Puteh），位于新加坡海峡东面入口的南中国海水域，面积0.008平方公里，为新加坡主权领土。白礁在行政上隶属于新加坡东部的东海岸集选区。

## 词源
“Pedra Branca”在葡萄牙语中意为“白色岩石”，指的是黑枕燕鸥在岛上筑巢时留下的浅色鸟粪沉积物。这个名称被新加坡的英文和马来文媒体广泛使用。马来西亚曾将该岛称为“Pulau Batu Puteh”，意即“白色岩石岛”，但马国政府后来决定去掉“Pulau”（意为“岛”）一词。2008年8月，时任外交部长莱士雅丁表示，马来西亚认为该海事地貌不符合国际公认的“岛屿”定义，即需有人居住并具经济活动的陆地。
该岛在中文中被称为“白礁”，意为“白色的礁石”；在泰米尔语中名称为பெத்ரா பிராங்கா，为“Pedra Branca”的音译。

## 地理
- 地理坐标：1°19′48″N 104°24′27″E / 1.33000°N 104.40750°E。

- 距离马来西亚柔佛东南7.7浬 （14.3公里；8.9哩）；新加坡以东24浬（44公里；28哩）；印尼民丹岛以北7.6浬（14.1公里；8.7哩）
- 两端长度137米（449呎），平均寬度60米（200呎），低潮时面积约92,100平方呎（8560平方米）。

白礁附近有两个海事地貌。中岩礁属于马来西亚主权，由两组相距约250米的小岩石组成，位于白礁以南0.6浬（约1.1公里）处，常年高出水面0.6米至1.2米。另一处南礁则是一块仅在低潮时才显现的岩礁，位于白礁以南偏西南约2.2浬（约4.1公里）处。南礁的主权归属尚未由马来西亚和新加坡最终确定。
对白礁、中岩礁和南礁采集的岩石样本显示，它们皆由浅色、粗粒的黑云母花岗岩构成。因此，从地貌学角度来看，这三处海事地貌属于同一岩体。

## 历史
几个世纪以来，各地水手都知道白礁的存在。
16世纪时，柔佛苏丹王朝将白礁纳入管辖。
白礁名称最早见于1583年荷兰航海家让·哈伊根·范林斯霍滕所着的《早期东印度的葡萄牙航行者》一书。Pedra Branca是葡萄牙语，即為“白礁”之意，得名於礁上终年都被白色的鸟粪（富含磷元素）覆盖。
1840年代英国殖民地政府在占领了白礁，并于1851年在岛上建造了一座灯塔（霍斯堡灯塔），随后交给新加坡管理。
1953年6月12日，新加坡輔政司曾经致函柔佛州苏丹的英籍顾问以询问有关白礁的主权状况，以确定殖民地（新加坡）的海域。结果在同年9月21日，柔佛代州秘书回函说，柔佛州政府并未拥有白礁的主权。
在1962年至1975年之间，马来西亚先后出版了六份把白礁归入马来西亚版图的地图，而新加坡却从没出版任何把白礁归入新加坡版图的地图。
1977年，新加坡在岛上设立军事联络器材。
2021年，新加坡决定在该岛周围0.5海里范围内填海造陆以改善海上安全以及周边水域的搜救工作。这项工程计划于2021年底展开，新加坡国家发展部旗下的建屋发展局将负责把白礁从目前的0.86公顷扩大到7公顷。岛上将建造的新设施包括船舶停靠区和后勤、行政和通信大楼。

## 主权争夺

荷兰海牙和平宫，国际法院所在地

### 早期争端
- 1980年2月14日，新加坡向马来西亚递交外交照会，抗议马来西亚地图把白礁岛列为其岛屿。
- 1993年2月份开始，新加坡对白礁附近的中岩礁和南礁提出主权要求。
- 1994年，马来西亚首相马哈迪·莫哈末得到新加坡政府同意，把这主权的纷争提交给国际法院处置。
- 2003年2月6日，双方签署一项特别协议[14]决定将该岛争端交由国际法院裁决。
- 2007年11月，国际法院对此举行了听证会，双方的辩护团向国际法院作了历时3个星期的口头陈词。
- 2008年5月23日经位于荷兰海牙的国际法院裁决[15]，由16名多国法官组成的聆审团以12票对4票判决白礁岛主权归新加坡，以15票对1票判决白礁岛南部的中岩礁（Middle Rocks）归马来西亚，而南礁（South Ledge）主权则归拥有它所处海域主权的一方。因此，对于南礁到底应归新加坡还是马来西亚所有，两国官员接下来必须开会确定它所处的地点属于谁的领海范围，才能决定主权归属。

### 马方申请审查和撤回裁决
2017年2月2日，马来西亚基于2016年8月至2017年1月期间从英国国家档案馆获得的三份文件，根据《国际法院规约》第61条向国际法院申请修改2008年的判决。这三份文件分别是新加坡殖民政府1958年的内部信函、一名英国海军军官于1958年提交的事件报告，以及带有注释的1960年代海军行动地图。马来西亚政府表示，这些文件表明，“英国殖民政府和新加坡政府的最高级别官员在相关时期都赞同白礁岛不属于新加坡主权领土的一部分”。然而，根据马来西亚战略与国际问题研究所高级分析师沙里曼·洛克曼（Shahriman Lockman）的说法，“修改国际法院判决的先例很少”。有报告显示，申请的时间恰逢马来西亚即将举行的选举，因一个马来西亚发展有限公司丑闻（1MDB）而面临压力的执政的国阵联盟可能“利用对白礁岛的新一轮法律斗争来证明该党‘最适合在该国的外交政策中表现出强大的领导力，以维护马来西亚的主权’”。
新加坡外交部表示已任命包括总检察长黄鲁胜和陈锡强、贾古玛和许通美（曾在最初的国际法院听证会上代表新加坡）在内的人员组成的团队研究和回应这项指控。2017年2月5日，律政兼内政部长尚穆根评论说，马来西亚在没有详细法律建议的情况下粗略检查了这些文件，他没有看出这些文件对国际法院的判决有何影响。
2018年5月28日，马来西亚希盟政府撤回了对2008年判决的修改和解释的申请，此举受到新加坡外交部的欢迎，从而终止了国际法院对这两个案件的审理此外，《国际法院规约》只允许在2008年5月23日判决后10年内提出修改申请，这意味着新马双方不再可能再提出修改申请。2019年6月25日，首相马哈迪·莫哈末重申马来西亚接受该裁决，并将其作为东盟成员国如何在相互尊重的基础上合作的一个例子。

### 2020年代马方重提争端
2021年10月9日，时任马来西亚首相依斯迈沙比里宣布内阁在同年10月8日的会议上决定，马来西亚政府将成立一个特别委员会重新检讨白礁主权争议案，包括探讨当初马来西亚在希望联盟执政期间，终止要求重新复核白礁主权裁决的案件是否涉及人为疏忽。
2022年10月14日，随着马来西亚政府再次表明有意争取白礁岛主权，新加坡外交部表明，该国已准备好捍卫白礁岛主权，且将应付马来西亚可能采取的任何法律行动。
2024年12月，马来西亚皇家调查委员会向国会提交报告，建议依据刑事法典对白礁主权争议案中的前首相马哈迪展开刑事调查。调查指出，马哈迪在2018年任相期间，误导内阁撤回对白礁归属新加坡的国际法院司法复核申请，尽管顾问认为复核有可能成功。报告认为此举可能构成欺骗行为，并建议警方立案。国际法院于2008年裁决白礁归新加坡，中岩礁属马来西亚，南礁则依所属海域主权归属，复核申请期限已于2018年届满，裁决不可更改。

## 岛上状况

### 水源
- 无地下水源。
- 有海水淡化设备。

### 電力
- 有发电机房。

### 建築
- 两层楼的建筑物、直升机降落坪及军事通信设备。

### 军事
- 新加坡政府定期派驻军舰巡逻，阻止马来西亚的渔民在附近捕鱼。